# ブージヴァル
ブージヴァル （Bougival）は、フランス、イル＝ド＝フランス地域圏、イヴリーヌ県のコミューン。

## 地理

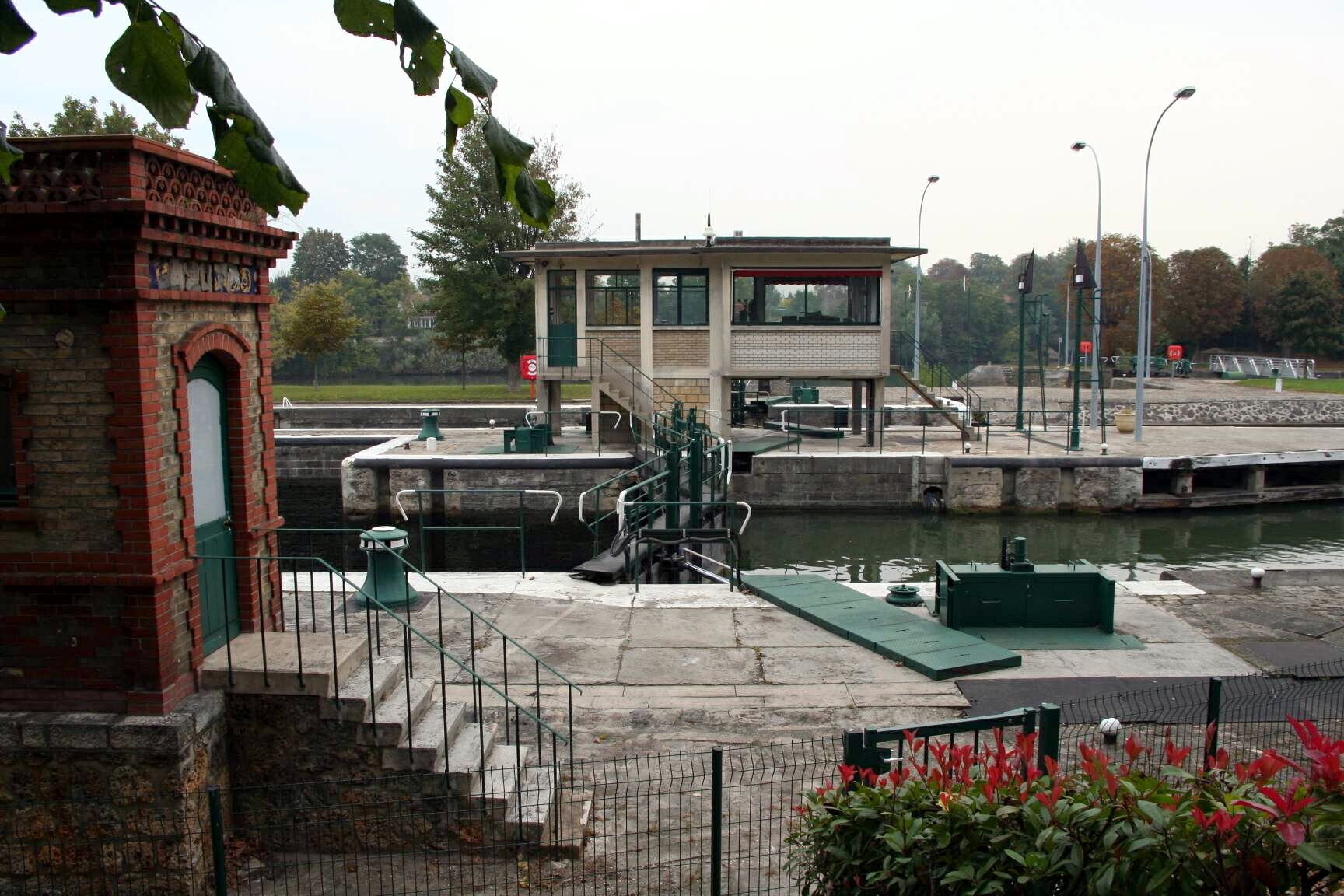
閘門

ブージヴァルはセーヌ川左岸の湾曲した凹部にあり、サン＝ジェルマン＝アン＝レーのおよそ3km東に位置する。ブージヴァルの位置はかつて水が流れていた沈没谷の河口部に当たる。また、ブージヴァルはセーヌ川に浮かぶショーセ島の大部分と、ロジュ島も面積に含んでいる。これら2つの島の間には閘門がある。
ブージヴァルの標高は多様性に富む。閘門では23.73m、教会では29.50mで、標高の最高地点は駅の近辺である。
東はリュエイユ＝マルメゾン、南はラ・セル＝サン＝クルー、西はルーヴシエンヌ、北のクロワシー＝シュル＝セーヌはセーヌ川右岸で向かい合う。
コミューンの土壌は全体的に石灰岩質である。
コミューンには川沿いを走る県道113号線と、南北に通じる県道321号線が通じている。後者はブージヴァル橋を右に向かって横切り、クロワシー＝シュル＝セーヌとの往来ができる。
ブージヴァル駅はサン・ラザール駅からサン・ノム・ラ・ブルテシュ駅の区間の路線が通じる。しかしブージヴァル駅はラ・セル＝サン＝クルーの領域内にある。
コミューンの領域は高度に都市化されているが、特に南西端はルーヴシエンヌの森の一部をなす手つかずの森林が残されている。

## 由来
ブージヴァル

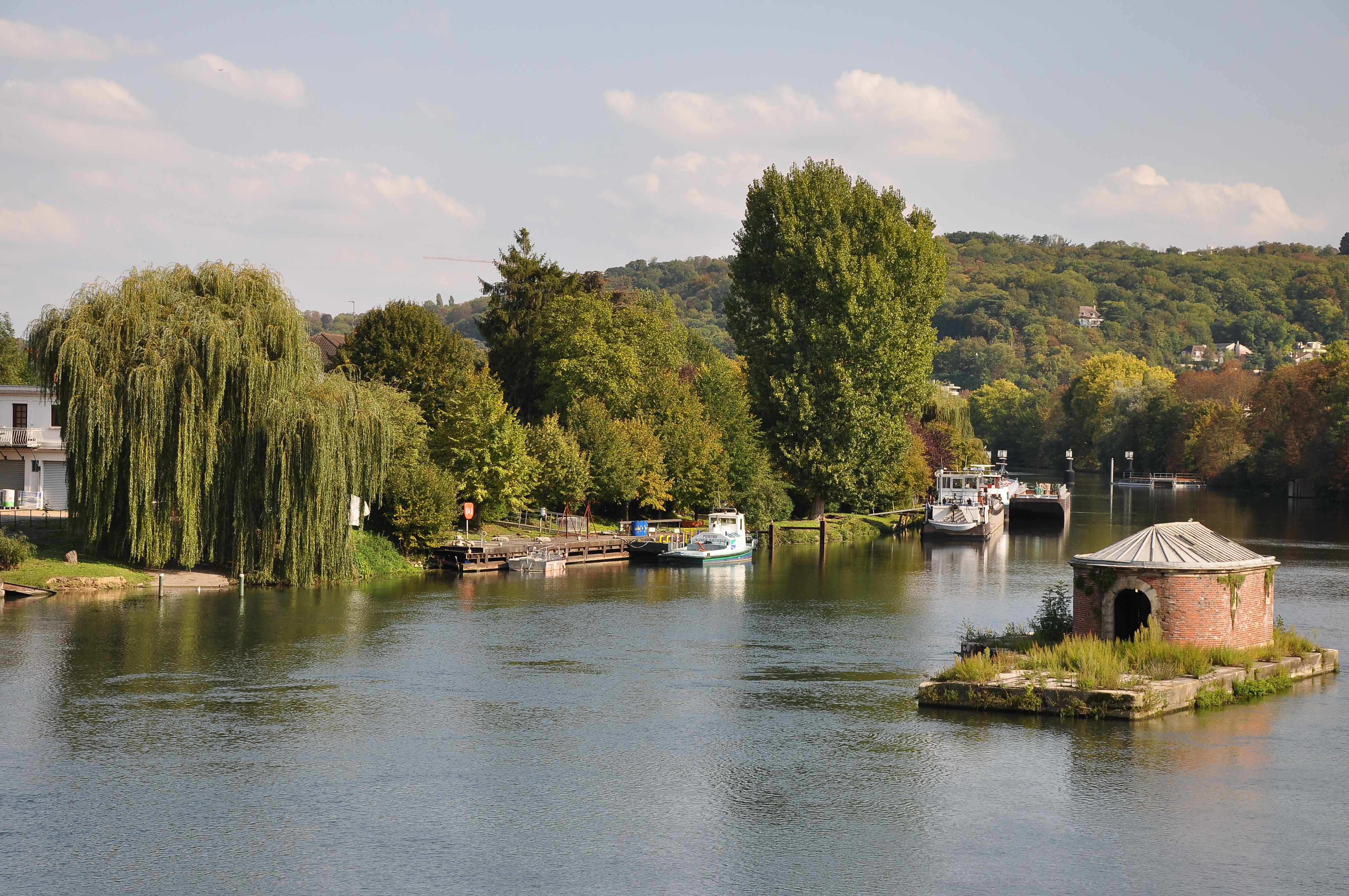
ブージヴァルのセーヌ河岸

Bougivalとはフランク時代かメロヴィング朝時代の名Baudegisil（ゲルマン語で「力強い仲間」を意味する）またはBaudegisilの谷からきている。フランク族の王子ムンデリックの子孫、ボドギセル（Bodogisel）に由来するのかもしれない。
その他に、ブージヴァルは「沼地の谷」（Val des Boges）と呼ばれていたという説がある。このケルト語の名は、石炭やチョーク、石が産出された谷の両側を示すのに用いられた。Val des Bogesは次第にBeudechisilovalle、Bogeval、Bogival、Bogevaux、Bogivaut、Bougivallis、Buchivallis、Burgi Vallisと変化していった。13世紀にはBachivallisとなっていた。
後者の綴りに基づけば、斜面に植えられたブドウの存在があって、一部の言語学者たちはブージヴァルの名がBacchivallis（Val de Bacchus、バッカスの谷）に由来すると仮説した。
一部の学者たちはブージヴァルが「ウシの谷」を意味するVal des Bœufsから派生したと信じている。重要な家畜の市がラ・セル＝サン＝クルーにあったからである。これらのウシはシャルルヴァンヌ・ラ・ショーセから市場へ向け出荷され、「ウシの谷」を通過した。1250年に市場はポワシーに移転した。
シャルルヴァンヌ
ブージヴァルの起源は、9世紀に知られていたシャルルヴァンヌの集落である。811年から829年にかけてのルイ敬虔王のディプロマにおいて、初めてまちに人が居住していたことが報告された。この中で敬虔王の曽祖父カール・マルテルがパンセレ地方（メロヴィング朝時代にガリア人が居住）のセーヌ河岸（現在のリュエイユ＝マルメゾン）に漁場を築き、漁場はサン＝ジェルマン＝デ＝プレ修道院に授けられたという。憲章にはPiscatoriaとVennaの名が示されている。同じ場所は1008年に死んだ歴史家エモワンが、パリ周辺とKaroli-VennaとKaroli-Piscatoriaがノルマン人に荒らされたと記している。
シャルルヴァンヌは、現在のラ・ショーセ島（La Chaussée、現在はリュエイユ＝マルメゾンに属し、ブージヴァルでない）と同じ場所である。13世紀にはBuchivallis、その後BachivallisやBacchivallisの名が見つけられるが、急速にBogeval、Bogival、Bogevaux、Bougivalle、Bougivalへと変わっていった。

## 歴史
ブージヴァルには丘陵でいくつかの斧や石器が見つかっているように、先史時代から人が定住していた。ケルトの時代であれば、「湿地」の名の記憶しかなく、7世紀からブージヴァルの歴史を再構築することが可能であるが、我々は13世紀からのみBeudechisilovalleの名がブージヴァルの前身として現れるのを知っている。しかしながら、現在のブージヴァルは、かつて2つに分かれそれぞれ別の自治体であったブージヴァルとラ・ショーセ・シャルルヴァンヌからなっている。

### ラ・ショーセ、シャルルヴァンヌ

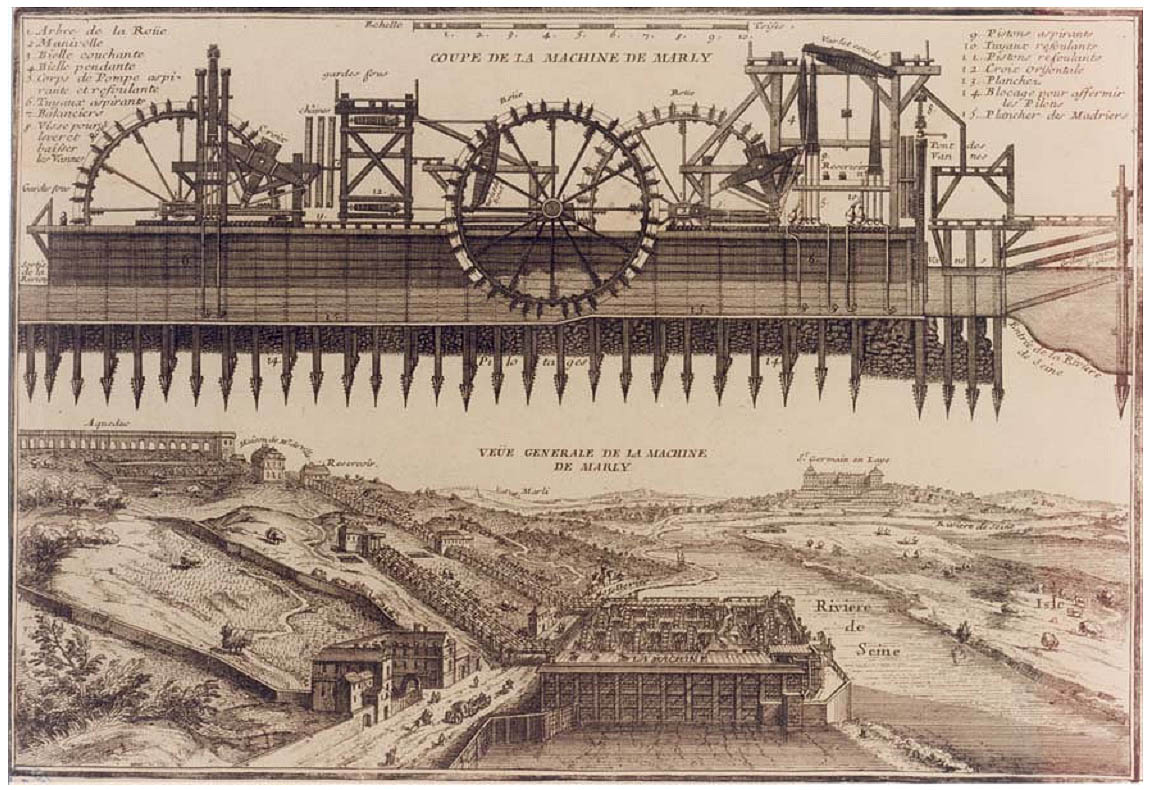
マルリーの機械

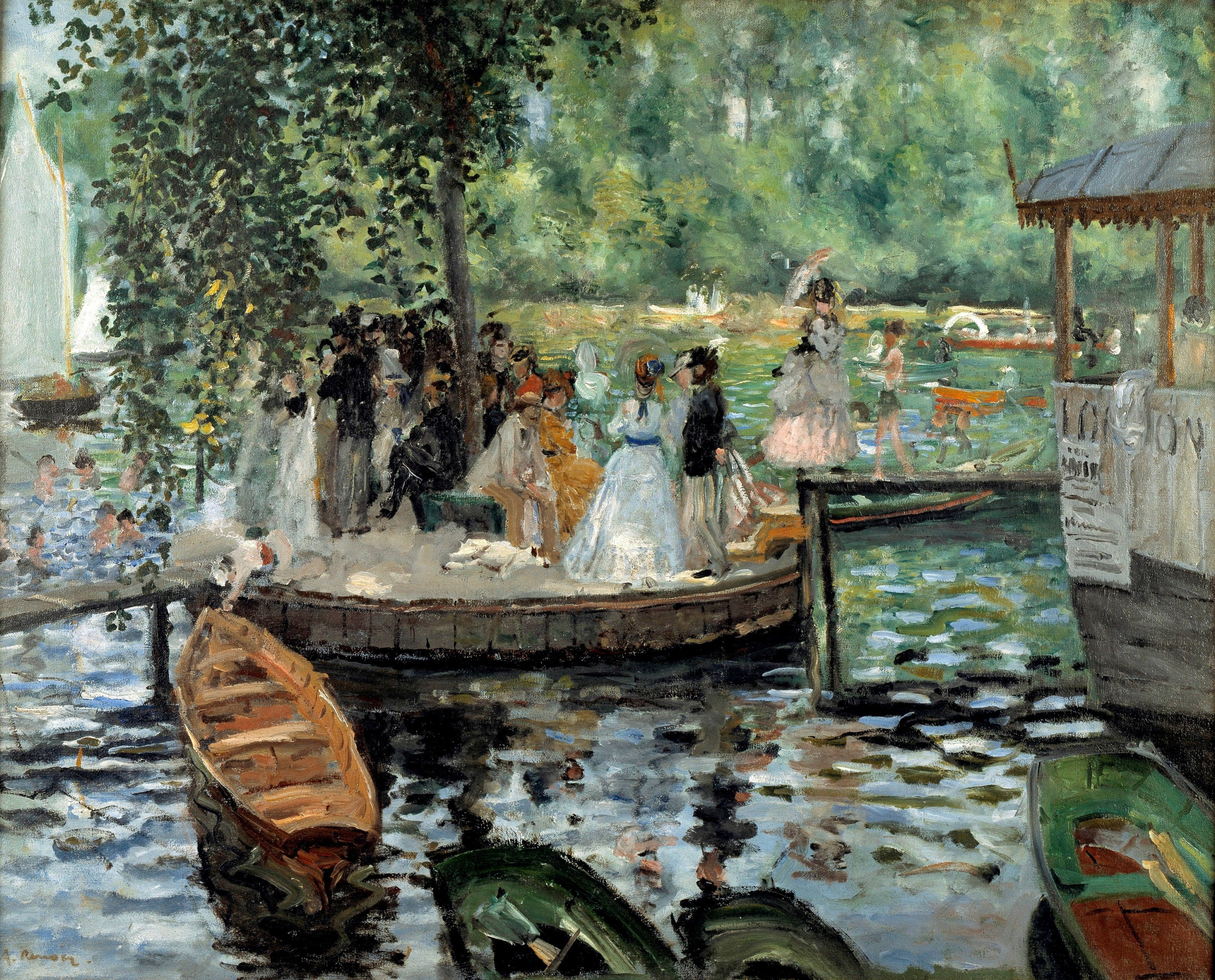
ルノワール画『ラ・グルヌイエール』（fr）, 1869年。ブージヴァルのグルヌイエール島（fr）にあった行楽地ラ・グルヌイエール（fr）の水浴場やギャンゲットの人々を描いている。この時、クロード・モネもルノワールと共に同じ画『ラ・グルヌイエール』を描いている。

ブージヴァルの領域には長く人が住んでいるが、最古の居住地は間違いなくブージヴァルより先にシャルルヴァンヌ集落である。シャルルヴァンヌの記録は9世紀以前からあるが、ブージヴァルについては13世紀以降である。
このセーヌ川の端に、宮宰カール・マルテルは川をせき止めダムや、漁場となる水門をつくらせ、この地はラ・ショーセ（La Chaussée）と呼ばれた。この建築物は創設者の名をとってCaroli Vennaと呼ばれ、漁師が暮らす村はChaussée-Charlevanne、単にシャルルヴァンヌと呼ばれた。村は成長し、川港ができた。川港には845年3月、パリ包囲に向かうヴァイキング船がやってきた。100人あまりのヴァイキングたちはシャルルヴァンヌの漁場に上陸した。彼らはこの地域を荒らし回った後、シャルル禿頭王の軍隊が到着すると逃亡した。この掠奪を記念して、川港は「悪しき港」を意味するMalportまたはMauportと名付けられた。シャルルヴァンヌにあった城、その後マルリーの機械が設置されることになる場所をノルマン人が攻略した。この城は要塞化され、地方を荒らし回り略奪してきた物を収めるのに用いられた。城にはその後ロロが住んだ。ノルマン人首長ロロがシャルル単純王との間のサン＝クレール＝シュル＝エプト条約を締結した時期、ロロが単純王の娘ジゼルと結婚し、持参金としてネウストリア全土がノルマン人にもたらされた時期と同じ頃ではないかと見られている。
11世紀、ロベール敬虔王はシャルルヴァンヌのワインの十分の一税をサン＝ジェルマン＝アン＝レー修道院へ、漁場の権利をサン＝ドニ修道院へ寄進した。イングランド王ヘンリー1世との戦争のさなかであった12世紀、ルイ肥満王はシャルルヴァンヌに敵の襲撃を阻止するための城の建設を決めた。ところがサン＝ジェルマン＝アン＝レー修道院が税収に固執したため、ルイ肥満王は建設計画をあきらめ、この地域にあった教会と十分の一税を修道士たちに寄進した。
1273年、フィリップ豪胆王は自らの領主裁判権を放棄し、シャルルヴァンヌの全ての道路と住宅に関する領主裁判権をサン＝ドニ修道院に寄進した。シャルルヴァンヌのほぼ全体、リュエイユ、ラ・セル、クロワシーを封土とする2つの大修道院間で紛争が勃発した。これらの紛争は1336年に仲裁で解決された。
1346年、エドワード3世のパリ進軍の際にシャルルヴァンヌも襲われ燃やされた。この集落は灰と化して長い間廃墟のままにされ住む人もなく、数百年間再建されなかった。
15世紀、ルイ11世の側近ジョフロワ・クールがショーセ領主となった。クール家がショーセ領主を代々世襲した後、ブリソネ家に渡り、彼らは1719年まで領主であった。
16世紀、愛妾ガブリエル・デストレはラ・ショーセに家を所有していた。
17世紀から18世紀、ラ・ショーセの城はしばしば公証役場として使用された。現在のパヴィヨン・ド・ブロワ公園であるラ・ショーセにおいて、ルイ太陽王とモンテスパン侯爵夫人の庶子であるフランソワーズ・マリー・ド・ブルボンが育てられた。

### ブージヴァル
ネウストリア王キルデベルト3世の治世初期、697年4月、当時の偉人であるアダルリーは、サン＝ジェルマン＝デ＝プレ修道院第10代院長であったヴァルドロメールと、9ボニエでマルリーにある土地を交換した。この日付がブージヴァル誕生の日付であり、後にBeudechisilovalleと呼ばれ、後にキルデベルトを含む大勢の領主の元を転々とした。その後ブージヴァルは王領の一部となった。
ブージヴァルの土地はいくつかの領地に分かれ、様々な修道院や王の宮廷官の家系に授けられた。マルリー領主であるモンモランシー家とサン＝ドニ修道院がいくつかの領地を持っていた。ブージヴァル最初の領主はジャン・ド・ブージヴァルである。彼は1240年前後に領地を授けられた。13世紀終わりにブージヴァル領主となっていたのはマルリー領主であった。1683年ルイ太陽王がブージヴァルを買い上げた。
1870年、パリ包囲中のプロイセン軍はビュゼンヴァルとブージヴァルとの間に多くの爆撃と激しい戦闘を行った。

### サント・マドレーヌ病院
13世紀初頭、シャルルヴァンヌとブージヴァルにまたがる場所に、ハンセン病患者を収容するサント・マドレーヌ病院がつくられた。病院は非常に裕福であったとされ、貧しいブージヴァルとシャルルヴァンヌの患者だけでなく近隣の15のコミューンからの患者も収容していた。1346年のエドワード3世のパリ包囲において、病院は略奪を逃れている。1778年に病院は存在しており、オルレアン公に依存していた。
1793年、ラ・ショーセ療養所と呼ばれていた、2つの庭園と2エーカーの草原を付属に持つ建物は、11550フランでパリの守衛に売却された。

## 人口統計
| 1962年 | 1968年 | 1975年 | 1982年 | 1990年 | 1999年 | 2007年 |
| ------ | ------ | ------ | ------ | ------ | ------ | ------ |
| 7296   | 8444   | 8599   | 8473   | 8552   | 8426   | 8416   |

参照元:1962年までCassini de l'EHESS（社会科学高等研究院）、1968年以降はINSEE 

## ゆかりの人々

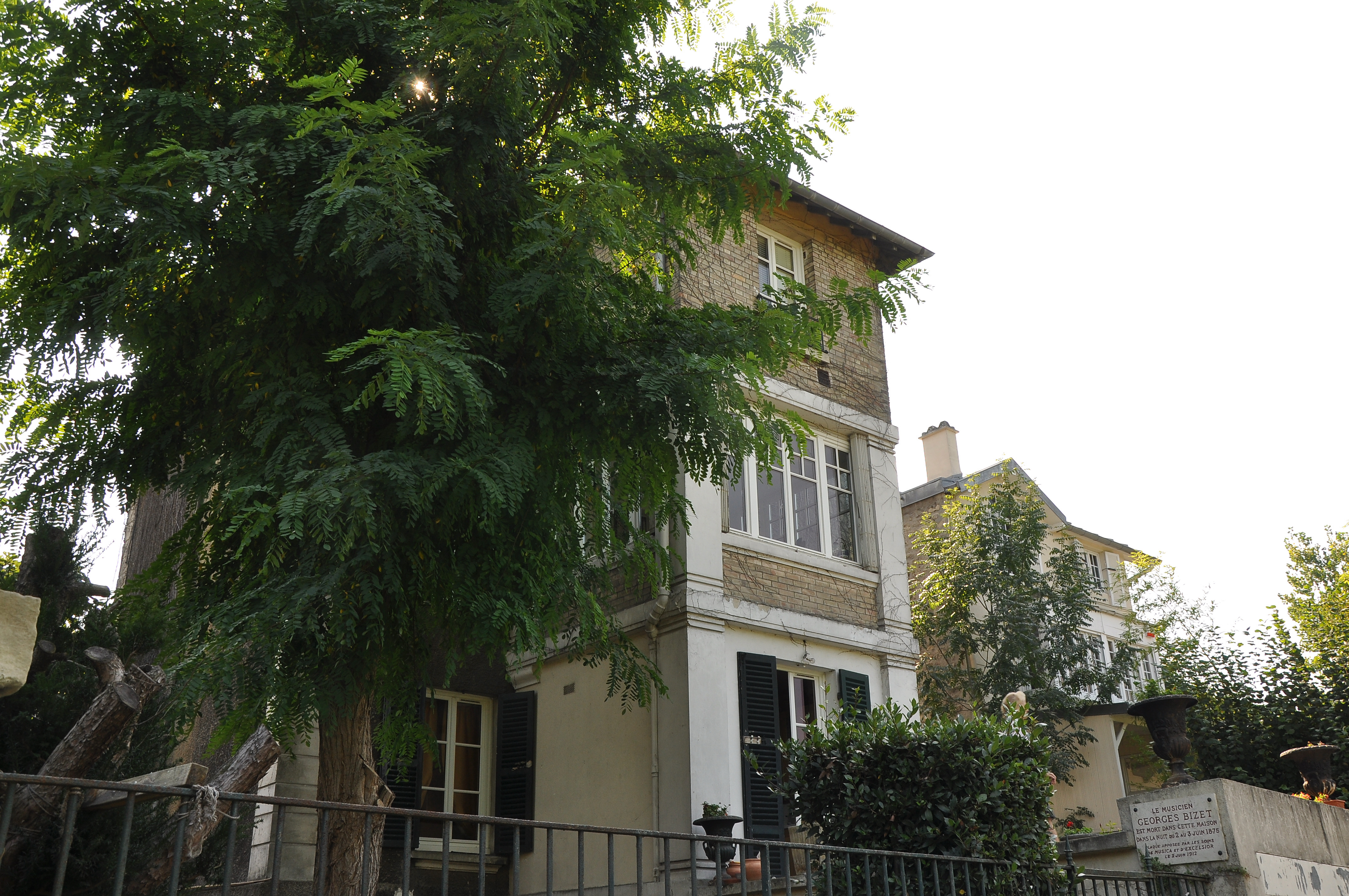
ビゼーの家
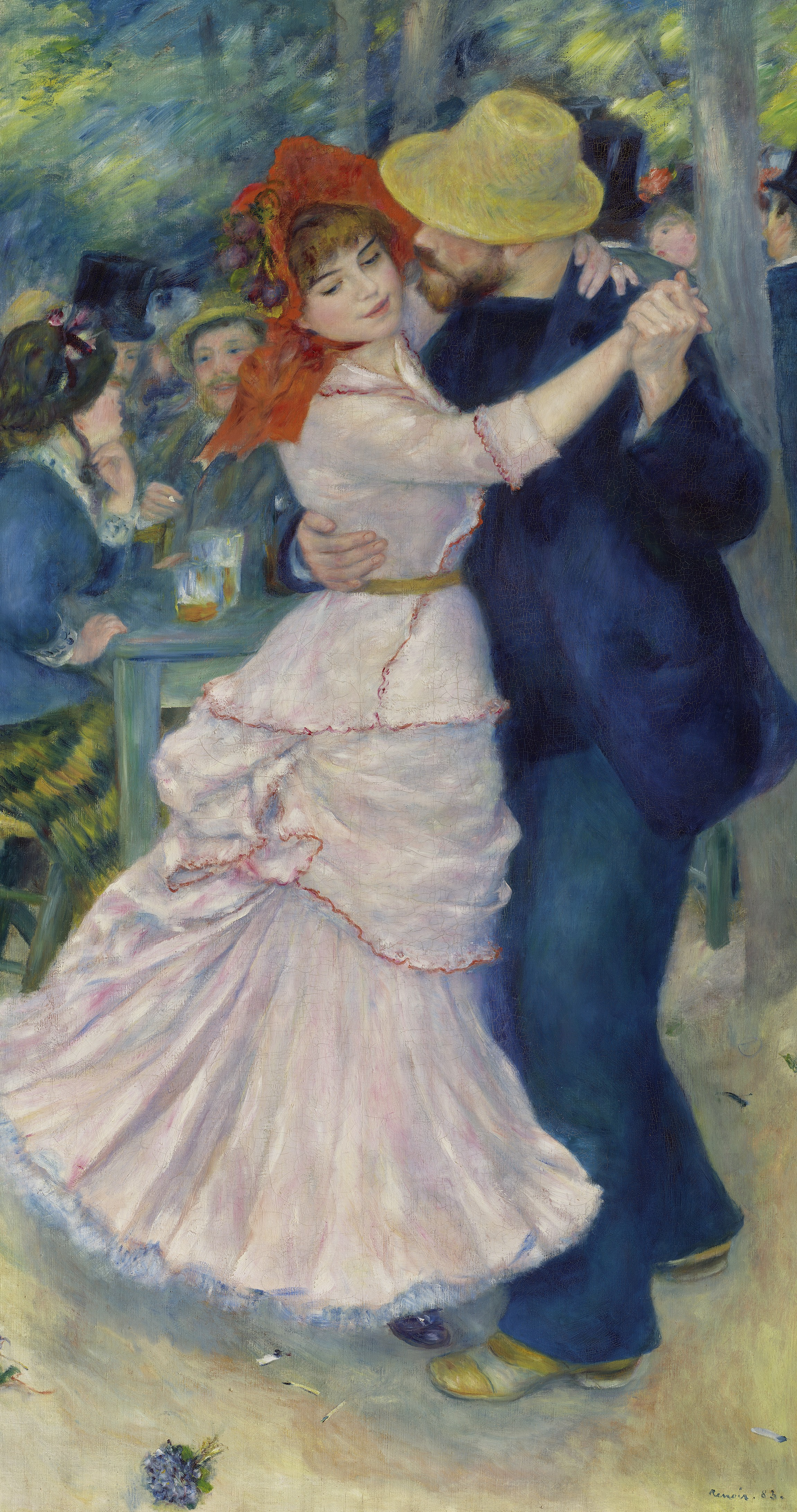
ルノワール『ブージヴァルのダンス』, 1883
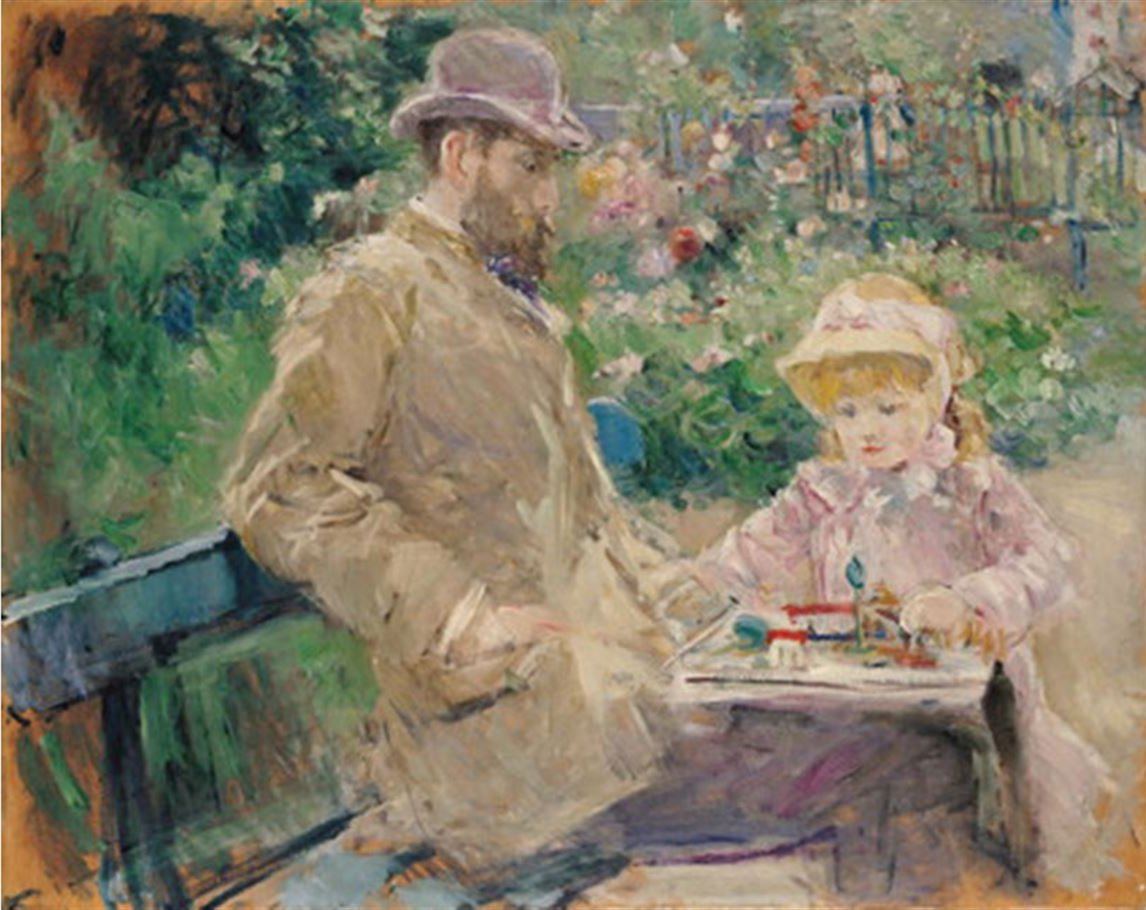
ベルト・モリゾ『ブージヴァルの庭のウジェーヌ・マネと娘』, 1881

- ジョルジュ・ビゼー（作曲家） - 晩年をブージヴァルの自宅で送った。
- ポーリーヌ・ガルシア＝ヴィアルド（作曲家）
- イワン・ツルゲーネフ（ロシア人の作家） - 1883年にブージヴァルで居住死去。
- クロード・モネ（画家、印象派）
- ピエール＝オーギュスト・ルノワール（画家、印象派）
- ベルト・モリゾ（女流画家、印象派）
- カミーユ・ピサロ（画家、印象派）
- アルフレッド・シスレー（イギリス人の画家、印象派）